# Donella Mattesini
Donella Mattesini (Subbiano, 6 aprile 1956) è una politica italiana.

## Biografia

### Elezione a senatore
Deputata dal 2008, nel 2013 viene eletta senatrice della XVII legislatura, per il Partito Democratico in Toscana.